# Бели медвед
Бели или поларни медвед (лат. Ursus maritimus) је врста медведа који насељава Арктик. Највећи је копнени месојед на свету - већина одраслих мужјака тежи од 450 до 1.000 килограма, док су женке скоро дупло мање. Крзно је густо и провидно, и често је крем бело обојено. Стога обезбеђује животињи ефикасну камуфлажу приликом лова, међутим, кожа је заправо црне боје. Бели медведи имају кратак реп и малене уши како не би изгубили вишак топлоте, као и релативно малу главу и издужено заоштрено тело погодно за пливање.
Као морски сисар, бели медвед се адаптирао животу на земљи, леду и у води. У свом окружењу је врхунски предатор - углавном се храни фокама, младим моржевима и китовима, иако је спреман да поједе све што може да убије.
Бели медведи су рањива врста. Научници и климатолози верују да ће опадање поларног леда и пораст нивоа мора услед глобалног загревања имати пресудну негативну улогу у судбини ове врсте током овог века.

## Физички опис

### Величина и маса
Бели медведи се пореде са кодијак медведима као највећи копнени месоједи, а мужјаци белих медведа могу тежити два пута више него сибирски тигар. Већина одраслих медведа тежи 450-1.000 килограма и мери 2,5-3,3 метара у дужину. Када се усправи, одрастао мужјак је висок 3,35 m. То је отприлике као висина слона. Одрасле женке су за половину мање од мужјака и нормално теже 250-400 килограма и мере 1,9-2,1 m. Полни диморфизам (тако велика разлика у величини код полова) код белих медведа је веома изражен и на другом је месту у животињском свету после морских лавова (Otariidae). По рођењу, млади теже само 600-700 грама. Најкрупнији поларни медвед је био огроман мужјак који је тежио 1102 kg. Устрељен је у северозападној Аљасци 1960. године.

### Крзно и кожа
Крзно белог медведа је беле боје и обезбеђује добру камуфлажу и изолацију. Са годинама може да постане жуто. Крзно ради по принципу стаклене баште - претвара сунчеву светлост у топлоту коју упија црна кожа белог медведа. Тврда длака на јастучићима шапа пружа изолацију на леду.
Бели медведи постепено мењају длаку од маја до августа; међутим, за разлику од осталих арктичких сисара (на пример, поларне лисице), они се не пресвлаче у тамније крзно током летњих месеци ради камуфлаже. Длака испод крзна такође потпомаже изолацији: она загреје телесну температуру за 10 °C и невидљива је за инфрацрвене фотографије јер не одаје скоро нимало топлоте, само су њушка и дах видљиви. Када се држи у топлијим условима, длака медведа постаје светлозелена. То је због алги којима длака током топлих услова представљају одличан дом.
Спољашња длака је 5-15 центиметара дужине. Међутим, на предњим ногама мужјаци имају значајно дужу длаку која расте све док медвед не напуни 14 година. Ова особина наговештава да представља облик завођења женки, налик лављој гриви.

## Еволуција и распрострањеност
Поларни медведи су се развили из мрких медведа грубо пре око 200 хиљада година. Фосили показују да су се, пре 10 до 20 хиљада година, зуби кутњаци белих медведа значајно изменили него код оних од мрких медведа.
Студија објављена 1996. године је открила да мрки медведи са такозваних АВС острва у Аљасци деле најближег заједничког претка са белим медведима него са било којим другим мрким медведима на свету.
Верује се да се бели медведи могу наћи широм Арктика. Најјужнија тачка њихове постојбине је Џејмсов залив у Канади, док северније од 88. степена популација опада. Процењује се број медведа између 20.000 и 25.000.

## Лов и исхрана
Бели медвед је најкрволочнији представник породице медведа (Ursidae) и вероватноћа је да је једини који би на човека гледао као на плен. Храни се претежно фокама, поготово прстенастим фокама које буше рупе у леду како би дошле до ваздуха, али ће ловити све што може да поједе: птице, глодаре, крабе, белуга китове, младе моржеве, с времена на време и мошусна говеда или ирвасе. Али, ирваси и мошусна говеда лако могу да му побегну јер се прегрејава брзо. Поларни медведи су изузетно моћни предатори, и ретко кад се усуђују да нападну одрасле моржеве који су дупло тежи од њих, док је било случајева да се и ово деси. Људи и китови убице су једини непријатељи белим медведима.
Иако су већином месоједи, понекад поједу бобице, корење и келп алге у касно у лето. Поседују укупно 42 зуба у вилицама који рефлектују њихов карниворни начин исхране. Очњаци су дужи и оштрији него код мрких медведа. Зубна формула је:
| 3.1.4.2 |
| 3.1.4.3 |

Бели медведи су одлични пливачи, што им омогућавају предње шапе које имају опну између прстију. Виђани су у отвореним арктичким водама чак 96 km удаљени од копна. Понекад проведу пола свог времена на пловећим сантама леда. Бели медведи имају 12 cm дебело сало које је одличан механизам за пловност и као изолација од хладноће. Способни су да трче брзином од 40 km/h на кратким раздаљинама.

## Размножавање
Женка једном у три године доноси на свет младе. Плодна је само недељу дана. По правилу треба да прође око осам месеци од почетка парења до самог порода. У новембру и децембру медведица копа некакву врсту јазбине и обично бира места на јужним падинама где северни ветар наноси највише снега.
Младунчад долази на свет слепа и глува са врло финим крзном. Обично женка окоти од једног до четири медведића. Тешки су између 400 и 900 грама. Након два месеца проведена у брлогу достигну масу од 10 до 15 kg, а крзно им постаје све гушће. Када напуне осам месеци, већ су тешки преко 45 килограма.
Мајка их храни док не напуне 1,5-2,5 године и у том раздобљу уче како да лове. Геолошки топографски институт САД је доказао да данас на Аљасци 42% младунаца достигне старост од 12 месеци, за разлику од пре 15 година када је 65% младунаца ту старост доживело.

## Статус
Процене броја медведа су се у последњих пар деценија генерално побољшале. Неке процене говоре да иx је било од 5.000 до 10.000 раних седамдесетих, док друге говоре да их је било од 20.000 до 40.000. Међународна унија за заштиту природе процењује да је тренутни број медведа око 26.000.
Постоји неколико разлога за очигледно неслагање између прошлих и пројектованих трендова популације: процене из 50-их и 60-их су се заснивале на причама истраживача и ловаца, а не на научним истраживањима.
Међународна унија за заштиту природе је у мају 2006. године сврстала беле медведе као угрожене животиње.